# Paepalanthus capillifolius
Paepalanthus capillifolius är en gräsväxtart som beskrevs av Harold Norman Moldenke. Paepalanthus capillifolius ingår i släktet Paepalanthus och familjen Eriocaulaceae. Inga underarter finns listade i Catalogue of Life.